# Olesicampe beginii
Olesicampe beginii är en stekelart som först beskrevs av William Harris Ashmead 1896.  Olesicampe beginii ingår i släktet Olesicampe och familjen brokparasitsteklar. Inga underarter finns listade i Catalogue of Life.